# 生活環

変形菌の生活環

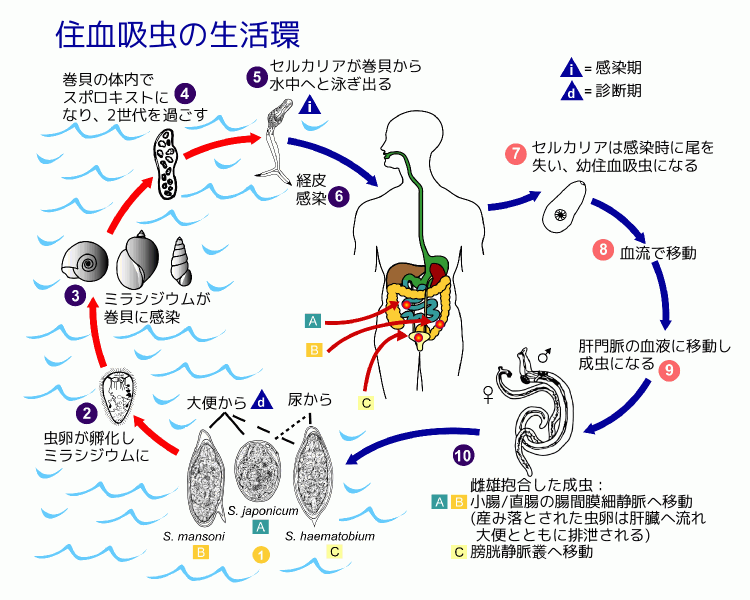
住血吸虫症の生活環

生活環（せいかつかん、Biological life cycle）、ライフサイクル（Life cycle）とは、生物の成長、生殖に伴う変化がひと回りする間の様子、特に核相との関わりから見た場合のそれを指す言葉である。

## 意味
生活環とは、生物の成長、生殖による変化が一通り出現する周期の一つを指す言葉である。生活史（せいかつし）もほぼ同じように用いられることもあるが、こちらはむしろ生態学的な意味が強いのに対し、生活環は核相の変化、世代交代など生殖にかかわる部分を見る場合に使われる。
一般に、生物は栄養を摂取し、成長し、一定時間の生活を営む時期と、繁殖のための特別な活動を行う時期がある。これらを経て、生物はその姿を変えて行く。その中で、ほとんど姿を変えず、時に生殖細胞の形になるだけのものがあるが、何通りかの生殖細胞があり、それぞれから現れる姿が異なるものもある。特に、生活を営む姿が生殖細胞を隔てて2つ以上ある場合、世代交代と言われる。しかし、いずれにせよ、それらの姿の出現順番や出現する状況は一定であり、もとの状態に戻る。この一回りが生活環である。
生物の生活環にはいろいろな型がある。動物のそれはたいてい簡単で、変化がないが、植物や藻類、菌類には多くの型があり、大分類において重要な特徴と考えられてきた。ただし、他の形質から近縁と思われる群に於いて異なった生活環の型が見られる場合もあるので、意外に変わりやすい形質ではないかとの指摘もある。

## 規則的な生活環
生物において、生活を行う状態になる体を世代とも呼ぶ。生活環の中で、世代がひとつしかないものもあれば、複数の世代をもつ場合もある。また、世代の変化と、核相の変化が連動する場合と、しない場合がある。
典型的なのは以下の3つである。なお、生活環の型の日本語名には揺れがあり、以下で用いているのとは異なる名前が使われる場合もある。
単相単世代型 (Haplontic)
生活する体は単相で、体細胞分裂によって生殖細胞を作る。接合によって複相の接合子を形成、発生（孵化、発芽）の前に減数分裂が起きる。
緑藻、シャジクモ類、接合藻、黄金色藻、黄緑藻、アピコンプレックス門、渦鞭毛虫の多く、ネコブカビ類、メタモナス類の多く、細胞性粘菌、菌類ではツボカビ、接合菌類や子のう菌類などがこれにあたる。
複相単世代型 (Diplontic)
生活する体は複相で、減数分裂によって生殖細胞を形成する。生殖細胞の接合による接合子はそのまま発生（孵化、発芽）し、元と同じ体を形成する。
大部分の動物、藻類のケイソウ類、褐藻類のヒバマタ目（ホンダワラなど）、オパリナやタイヨウチュウ、ラビリンチュラ、繊毛虫、ヤコウチュウ、メタモナス類の多く、有殻アメーバ、菌類のツボカビ類、他に卵菌類などがこれである。
単複世代交代型 (Haplodiplontic)
2つの体がある型である。単相の体は体細胞分裂によって生殖細胞（配偶子）を作る。配偶子は接合して複相となる。接合子は発生（孵化、発芽）し、複相の体を形成する。複相の体は減数分裂によって生殖細胞を形成し、その生殖細胞は発生（発芽、孵化）によって単相の体に発達する。この場合、核相の変化に伴う世代交代が存在することになり、単相世代を配偶体あるいは有性世代、複相世代を胞子体または無性世代と呼ぶ。2つの世代はほぼ同じ程度に発達するものもあれば、両者の大きさが極端に異なるものもある。種子植物では、配偶体は胞子体の体内に寄生した状態になっている。
シダ植物、コケ植物、種子植物や、緑藻の一部、褐藻類の多く、ハプト藻、有孔虫、粘液胞子虫、変形菌などがこれである。菌類では微胞子虫やツボカビ類の一部（カワリミズカビ）がこれにあたる。
これ以外に、大きな分類群に見られる、特殊な型としては、以下のようなものがある。
- 紅藻類では、単複世代交代型に近いが、配偶体の上で接合細胞が発芽し、小さいながらも多細胞となり、果胞子というものを形成する。果胞子は発芽して胞子体となる。つまり、2つの世代の間にもう1つの世代が挟まっており、この世代を果胞子体という。
- 担子菌類では、減数分裂で生じた担子胞子の発芽で菌糸体を生じ、菌糸の接合を行うが、接合の後も核は融合せず、二核共存体として成長する。二核菌糸はそのままで成長を続け、子実体を形成して担子器を形成、そこで初めて融合し、多くの場合にその位置で減数分裂を行ない、担子胞子となる。なお、サビキン類では、寄生生活や季節による宿主の変更を行うものもあり、さらに複雑になっている。

ただし、実際にはそれぞれの世代が独立して生活活動を行うとは限らない。たとえば複相と単相の2つの世代を持つものでも、両方が同等に生活活動をするものはまれで、片方がはるかに小さいもの、あるいは一方が他方に寄生的に生活するもの、あるいはほとんど痕跡的なものもある。たとえば被子植物の花粉（あるいは花粉管）は、配偶体であると見なされているが、実際には細胞は分かれず、その中に花粉管核と精細胞が分化するのみである。これを配偶体という1つの世代であると判断するのは、シダ植物との系統関係に基づくものと言える。独立してそれなりの生活活動を行う体を栄養体と言うこともある。

## 可変的な生活環
状況や周囲の環境に応じて姿を変える場合もある。この場合、前記のように規則的な変遷の形を取らず、出現頻度は不定であったり、季節に対応して生じる。
- 単為生殖を含む場合
アブラムシ、ミジンコなどでは、好適な環境下では単為生殖によって雌が雌を生み、悪化すると雄が生じて両性生殖を行う。
- 相変異
バッタの例が有名であるが、集団で生活すると、移動型に変化する。他にもカメムシなどで密度が高まると羽根の発達した個体が出現し、移動するものが見られる。
- 幼生が生殖を行う場合
クラゲでは、幼生のポリプが無性的に増殖をするので、これを無性世代と呼ぶ場合がある。また、吸虫やサナダムシも幼生が幼生を産む形の生殖を行う。